# Asellaria unguiformis
Asellaria unguiformis är en svampart som beskrevs av Lichtw. 1984. Asellaria unguiformis ingår i släktet Asellaria och familjen Asellariaceae.   Inga underarter finns listade i Catalogue of Life.